# إبامينونداس

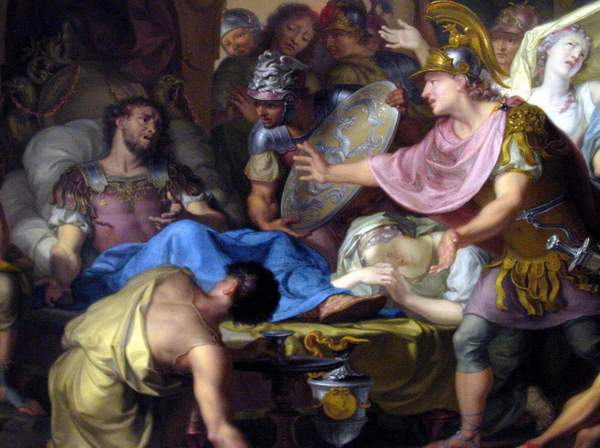
إبامينونداس على فراش موته بريشة إسحق فالرافن

إبامينونداس (توفي 362 ق.م) قائد أغريقي من طيبة في بيوتيا، عرف بانتصاره على إسبرطة في موقعة ليوكترا (371 ق م) وذلك بفضل التعديلات التي استحدثها على الخطط الحربية المألوفة، وفي مانتنيا انتصر على أسبرطة ثانية (364 ق م) وكان انتصارا حاسم ولكنه مات بسبب الجراح التي أصابته.   
ولد إبامينونداس من عائلة نبيلة ولكنها فقيرة. وكان يدين بتعليمه إلى ليسيس التارنتي، وهو منفي من أتباع المذهب الفيثاغوري في الفلسفة. وقد أتى ذكره في التاريخ أول مرة في الهجوم على مانتينيا عام 385 ق م، عندما حارب إلى جانب الاسبرطيين وأنقذ حياة بيلوبيداس الذي أصبح زميله المستقبلي.
لم يلعب إبامنونداس في شبابه دورا كبيرا في سياسة طيبة، حيث بقي بعيدا عن عمليات الاغتيال السياسية التي سبقت العصيان الطيبي عام 379 ق م. ولكن في الحملة التالية ضد إسبرطة قدم خدمات كبيرة في تنظيم الدفاعات الطيبية. وفي عام 371 ق م مثل الطيبيين في مؤتمر إسبرطة، ولم يتوصل الفرقاء لحل نهائي للسلام الشامل بسبب رفضه استسلام المدن البويوتية لحكم إسبرطة. وفي الحملة اللاحقة قاد الجيش البويوتي الذي التقى الجيش البيلوبونيزي في ليوكترا، وحقق نصرا باهرا، وكان يدين بهذا لخططه وتكتيكاته الجريئة بتسليحه المكثف للمشاة، فأصبحت طيبة قوة مسيطرة وأصبحت شهرته ذا صيت كبير كأعظم الجنرالات الإغريق. وعندما تحركت الجيوش البيلوبونيسية المسلحة ضد طيبة بعد هذه المعركة، قاد إبامينونداس عام 370 جيشا كبيرا نحو لاكونيا؛ ورغم أنه لم يتمكن من احتلال اسبرطة فقد قام بتخريب المنطقة ووجه ضربة قاسية لقوة الإسبرطيين على البيلوبونيز، وقام بتحرير الميسينيين وأعاد بناء عاصمتهم في ميسيني.
عند عودته إلى طيبة تم اتهامه بتجاوز صلاحيات حكمه، ونظم دفاعا جيدا عن نفسه وأعيد انتخابه كحاكم على إقليم بويوتيا. وفي عام 369 قام بتعزيز حدود البرزخ وأمن مدينة سيكيون للطيبيين، ولكنه لم يحقق أي نصر بارز. وفي السنة التالية خدم كجندي في ثيساليا، وعندما وضع في القيادة تراجع مع الجيش. وعاد إلى ثيساليا في السنة التالية على رأس جيش جمعه لتحرير بيلوبيداس من أسر الطاغية ألكساندر فيرايوس بدون أن يوجه أي ضربة.
في حملته الثالثة (366) إلى البيلوبونيز، استطاع إبامينونداس مراوغة الحامية في البرزخ وكسب الأخائيين إلى الجانب الطيبي. ثم وجه اهتمامه نحو قوة أثينا البحرية المتصاعدة، فجهز أسطولا به نحو 100 تريريمي، وخلال رحلته إلى البروبونتيس حرر عدة أقاليم من الاتحاد الأثيني. وعندما هددت التطورات اللاحقة مركز طيبة جمع جيشا كبيرا لكي يسحق الحلف الإسبرطي المكون حديثا (362). وبعد عدة من العمليات الكبيرة بين إسبرطة ومانتينيا، حيث كاد يستولى على كلتا المدينتين، اشترك في معركة فاصلة بجانب المدينة الأخيرة، وبتطبيقه لخطط جريئة وصاعقة استطاع أن يحرز نصرا كاملا على أعدائه. وتلقى إيبامينونداس جرحا بليغا في المعركة، ومات بعد وقت قصير من حل الأزمة.
وكان يدين لما أتاه من شهرة لما تمتع به من مواصفات كمخطط استراتيجي وتكتيكي؛ وكان تأثيره على الفن العسكري في اليونان هو الأعظم. وتمتع بسمعة كبيرة لنقاء واستقامة شخصيته؛ وكانت ثقافته وفصاحته تساوت مع المعايير الأثينية العليا. وفي السياسة كان أهم إنجازاته هو الإطاحة بالسيطرة الإسبرطية على البيلوبونيز نهائيا؛ وكسياسي بنّاء فلم يظهر أي موهبة خاصة، وطموح الدولة الهيلينية الموحدة الذي نسب إليه لم يطبقه بشكل فعلي.

## قراءات أخرى
- حياة إبامينونداس Vita Epaminondae بقلم كورنيليوس نيبوس.
- حياة إبامينونداس Das Leben des Epaminonda بقلم ليبرخت بومتوف (برلين، 1870).
- تاريخ السيطرة الإسبرطية والطيبية Geschichte der spartanischen and thebanischen Hegemonie بقلم إرنست فون شتيرن (دوربات، 1884).